# Мурашиний лев плямистокрилий
Мурашиний лев плямистокрилий (Distoleon tetragrammicus) — вид сітчастокрилих комах з родини мурашиних левів (Myrmeleontidae).

## Морфологічні ознаки

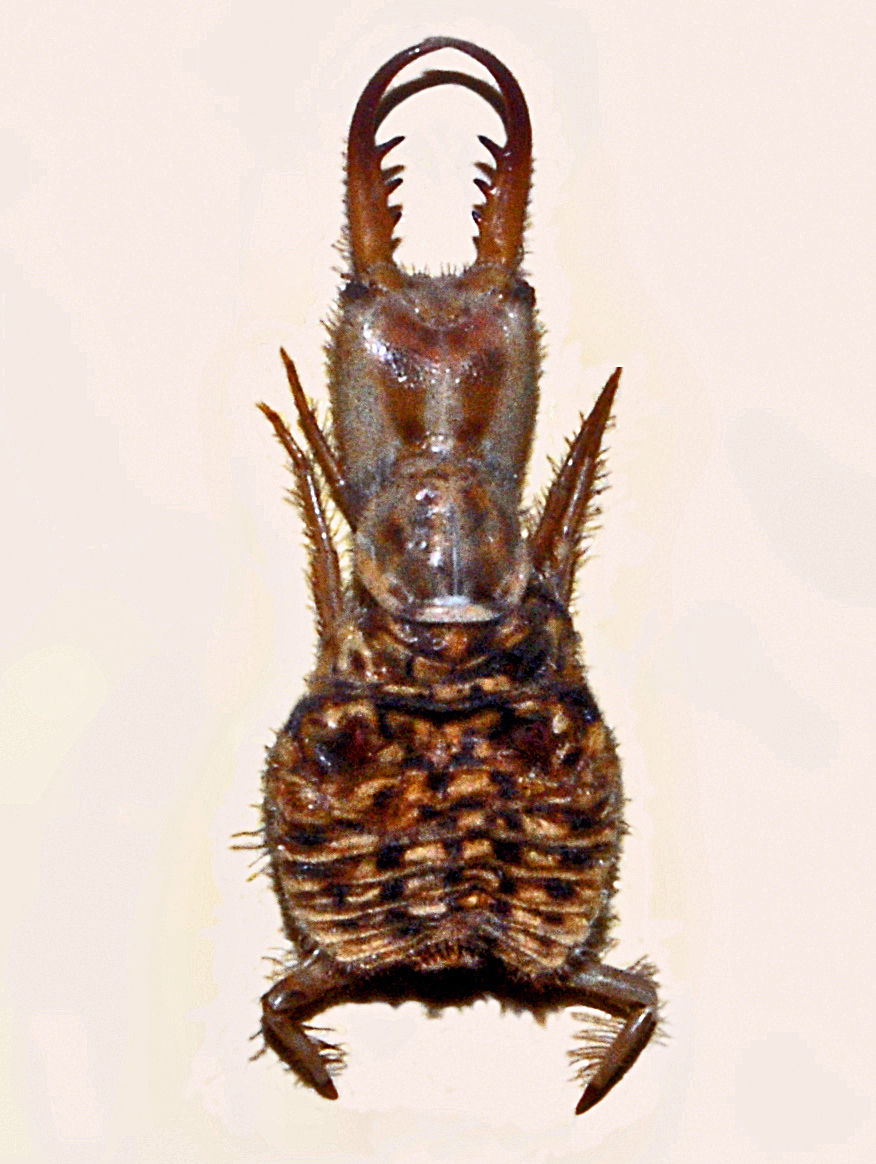
Личинка Distoleon tetragrammicus

Дорослі особини дуже схожі на бабок. Вони мають розмах крил приблизно 75 мм. Переднє крило може досягати ширини 26–40 мм. Вони мають товсті, видатні, верхівкові булавоподібні вусики, довге, вузьке черевце та дві пари довгих, прозорих, багатожилкових крил з деякими коричневими та непрозорими плямами. Колір його крил нагадує Euroleon nostras, але D. tetragrammicus більший і плями на задніх крилах розташовані посередині.
Личинки зовсім не схожі на дорослих особин. Довжина повністю дорослої личинки зазвичай становить 12–22 мм. Основний колір тіла темно-коричневий з темнішими плямами. Голова темно-коричнева. Сильні темно-коричневі нижні щелепи не мають довгих щетинок за межами країв. Переднеспинка вкрита великими чорними щетинками і короткими щетинками. Спинна сторона черевця має ряд круглих відмітин і характерну спинну серединну смугу. Мезогрудні та черевні дихальця коричневі. Ніжки можуть бути жовтуватими або білястими.

## Географічне поширення
Вид поширений у Південній, Західній та Центральній Європі, а також у Північній Африці. Цей вид можна знайти в широкому діапазоні середовищ існування, від прибережних дюн до гірських лісів, головним чином у посушливих і піщаних районах, у дубових і соснових лісах і на різних вапняних пустках з мінімальним зволоженням. Личинки уникають відкритих місць.

## Спосіб життя
Імаго з'являються в середині літа і літають з червня по серпень. Життєвий цикл починається з відкладання яєць самицею в пісок. Личинки цього виду не будують ям-пасток. Вони живуть поховані в сухій землі і можуть бути мандрівними. Це ненажерливі хижаки, які харчуються дрібними комахами та іншими дрібними членистоногими, яких вони ловлять своїми потужними щелепами. Через рік личинка усамітнюється в кокон і перетворюється на дорослу особину.